# Рей Геріпі
Рей Геріпі (англ. Ray Gariepy, 4 вересня 1928, Торонто — 16 березня 2012, Беррі) — канадський хокеїст, що грав на позиції захисника.

## Ігрова кар'єра
Професійну хокейну кар'єру розпочав 1948 року.
Протягом професійної клубної ігрової кар'єри, що тривала 22 років, захищав кольори команд «Беррі Флаєрс» (1946–1948), «Баффало Бізонс» (1948–49), «Герші Берс», «Піттсбург Горнетс», «Бостон Брюїнс» та  «Торонто Мейпл-Ліфс».

## Нагороди та досягнення
- Володар Кубка Колдера в складі «Піттсбург Горнетс» — 1955.

## Статистика
| Сезон        | Клуб                 | Ліга         | Регулярний сезон | Регулярний сезон | Регулярний сезон | Регулярний сезон | Регулярний сезон | Плей-оф | Плей-оф | Плей-оф | Плей-оф | Плей-оф |
| Сезон        | Клуб                 | Ліга         | І                | Г                | П                | О                | ШХ               | І       | Г       | П       | О       | ШХ      |
| ------------ | -------------------- | ------------ | ---------------- | ---------------- | ---------------- | ---------------- | ---------------- | ------- | ------- | ------- | ------- | ------- |
| 1953–54      | «Бостон Брюїнс»      | НХЛ          | 35               | 1                | 6                | 7                | 39               | —       | —       | —       | —       | —       |
| 1955–56      | «Торонто Мейпл-Ліфс» | НХЛ          | 1                | 0                | 0                | 0                | 4                | —       | —       | —       | —       | —       |
| Усього в НХЛ | Усього в НХЛ         | Усього в НХЛ | 36               | 1                | 6                | 7                | 43               | —       | —       | —       | —       | —       |